# Óscar Duarte (futebolista costarriquenho)
Óscar Esaú Duarte Gaitán, mais conhecido como Óscar Duarte (Masaya, 3 de junho de 1989), é um futebolista nicaraguense naturalizado costarriquenho que atua como zagueiro. Atualmente, está no Deportivo Saprissa.

## Seleção
Óscar Duarte defende também a Seleção Costarriquenha de Futebol, e marcou um gol de cabeça dando a vantagem no placar à Costa Rica no jogo da Copa do Mundo contra o Uruguai, ajudando a equipe na vitória por 3 a 1.

## Gols pela Seleção
| #  | Data                | Estádio                             | Adversário | Gol | Final | Competição                 |
| -- | ------------------- | ----------------------------------- | ---------- | --- | ----- | -------------------------- |
| 1. | 14 de junho de 2014 | Estádio Castelão, Fortaleza, Brasil | Uruguai    | 2–1 | 3–1   | Copa do Mundo FIFA de 2014 |